# Deschanel Gordon
Deschanel Gordon (* um 1998 in Hackney) ist ein britischer Jazzmusiker (Piano, Orgel, Komposition).

## Leben und Wirken
Gordon erhielt zunächst klassischen Klavierunterricht. Angeregt durch ein Video von Oscar Peterson, das er im Alter von zehn Jahren gesehen hatte, wechselte er zur Ausbildung am Jazzpiano. Er besuchte Jugendprogramme wie das Hackney Creative Jazz Ensemble und die Julian Joseph Jazz Academy. 2020 schloss er sein Studium am Trinity Laban Conservatoire of Music and Dance mit Auszeichnung ab.
Gordon spielt in seinem eigenen Trio und in verschiedenen Bands der Londoner Jazzszene, darunter dem für den Mercury Prize nominierten SEED Ensemble. Auch gehört er zu Mark Kavumas The Banger Factory, mit dem er auch auf dem gleichnamigen Album zu hören ist. Weiterhin trat er mit Alex Hitchcocks Dream Band auf, mit der ein Album bei Fresh Sound New Talent veröffentlicht wurde, und begleitete die Sängerin Judi Jackson. Er ist auch auf Alben von Rosie Frater-Taylor und Sahra Gure zu hören.
Gordon trat unter anderem im Ronnie Scott’s Jazz Club, im Barbican Centre, beim Gent Jazz Festival in Belgien und beim Winter Jazzfest in New York auf. Im Duo mit dem Saxophonisten Xhosa Cole stellte er sich 2022 beim INNtöne Jazzfestival vor (ORF-Mitschnitt). Auch führte er mit dem Trinity Laban Jazz Orchestra Kompositionen des Third Stream auf.
2020 wurde er von der BBC als „Young Jazz Musician“ ausgezeichnet.